# Ain Dara (site archéologique)
Pour les articles homonymes, voir Ain Dara et Dara.
Le temple d'Ain Dara ou Ayn Dara (en arabe : maʿbad ʿayn dāra, معبد عين دارة) est un site archéologique néo-hittite/araméen datant du Xe siècle av. J.-C. Il se situe en Syrie à Ain Dara, à 67 km d'Alep, à 10 km des ruines de l'église Saint-Siméon-le-Stylite.

## Histoire

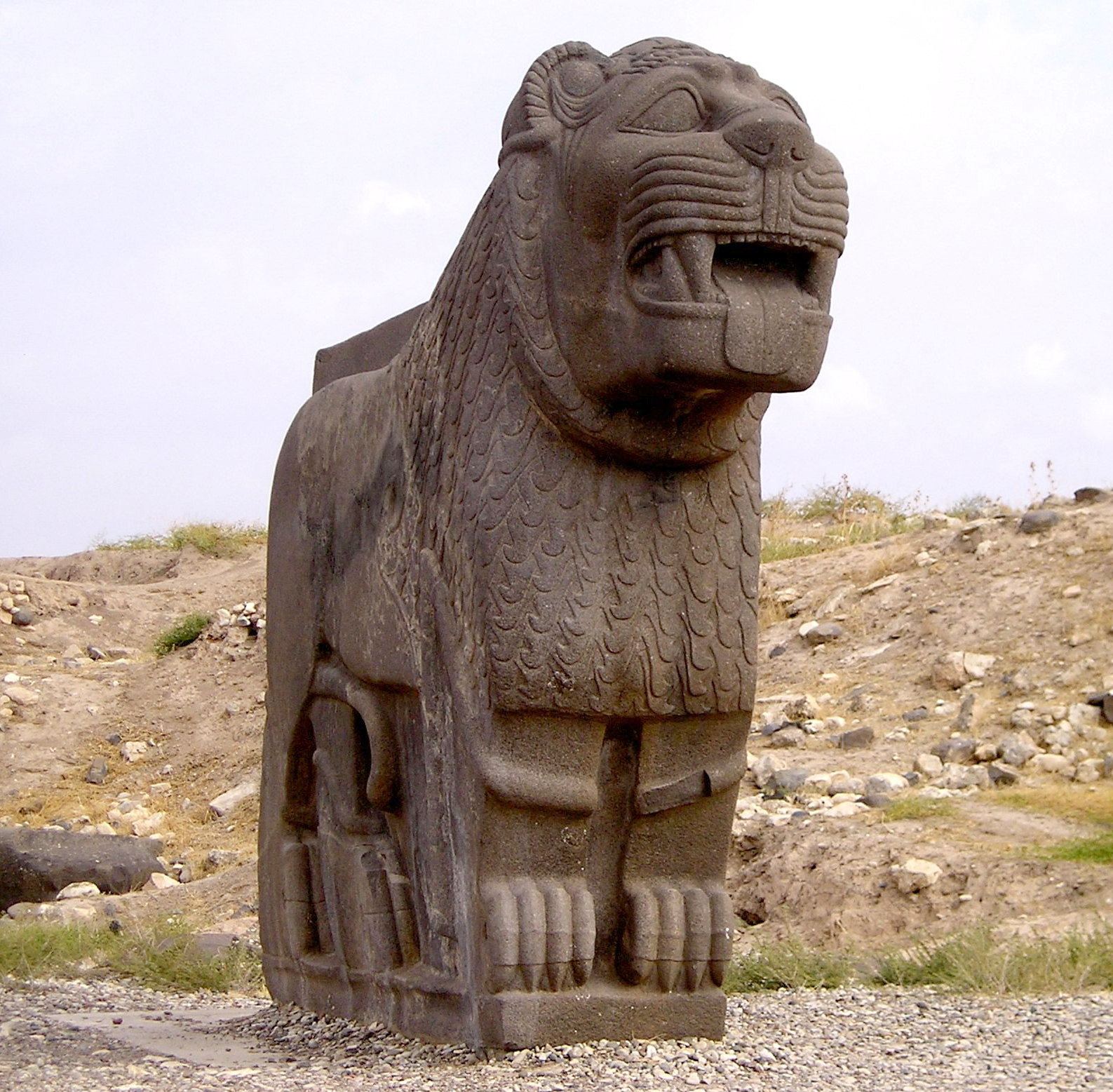
Sculpture de basalte trouvée en 1955.

Ce lieu, construit au Xe siècle av. J.-C. pendant la période néo-hittite, était possiblement destiné au culte de Ishtar (déesse de la fertilité), Astarté, ou Baal Hadad.
Il a été découvert en 1954, puis fait l'objet de fouilles archéologies à partir de 1962.

## Description du site
Le site tient son nom d'une source qui se trouvait à 700 m à l'est du tell. Il s'étend sur une surface de cinquante hectares. Les vestiges monumentaux du temple, notamment des lions en basalte, ainsi que des sphinges imposants ont été retrouvés au nord-est de l'orthostate au lion, à l'extrémité de l'acropole.
À l'origine, les murs étaient décorés d'un rang d'orthostates où une rangée de lions faisait face à des sphinx ailés. Ce thème hittite courant se retrouve dans la frise aux lions et aux sphinges tout au long de la façades intérieure et du vestibule.

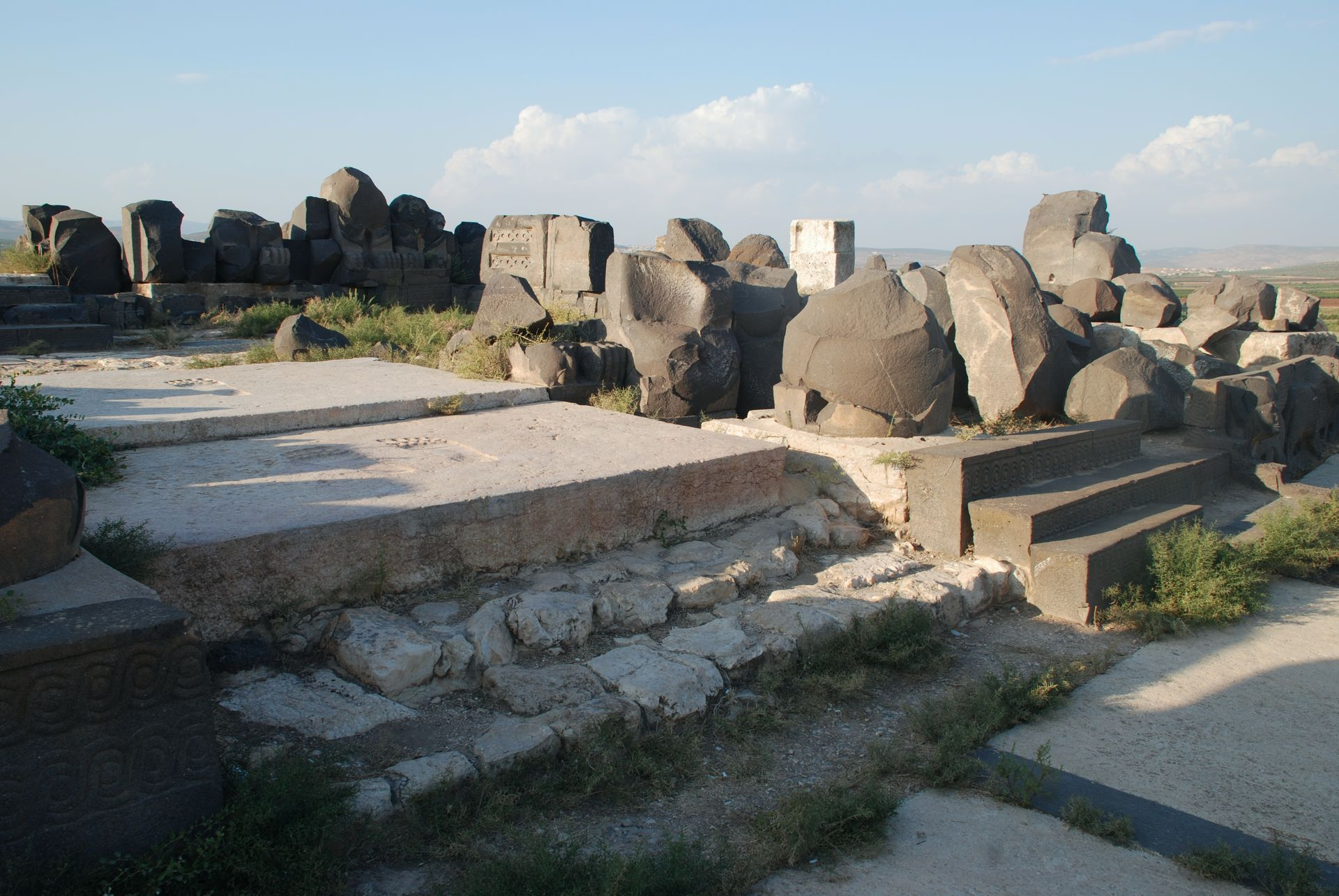
L'entrée du temple marquée d'empreintes de pieds.

Les empreintes de pied (deux pieds joints et un pied gauche, d'un mètre de long chacune) qui marquent l'entrée symboliseraient la présence du dieu dans l'enceinte. Le bassin de pierre devait servir à des libations cultuelles. Dans la réserve de la maison du gardien, sont stockés, pêle-mêle, des objets découverts sur le site, notamment des poteries.

## Destructions
Le 26 janvier 2018, les vestiges du temple sont touchés par des frappes aériennes de l'armée turque, lors de la bataille d'Afrine. Selon l'Observatoire syrien des droits de l'homme (OSDH), « l'ampleur des destructions est de 60% ».